# شويعرة متدلية
الشويعرة المتدلية أو دنقة أو ثرى نوع نباتي يتبع جنس الشويعرة من الفصيلة النجيلية.